# Stanisław Knothe
Stanisław Knothe (ur. 2 lutego 1919 w Sosnowcu, zm. 31 grudnia 2015 w Krakowie) – inżynier górnictwa, profesor, specjalista w zakresie górnictwa, badacz ruchów górotworu i aerologii, współtwórca teorii opisującej wpływ eksploatacji na zachowanie powierzchni terenu, wykładowca Akademii Górniczo-Hutniczej, były dziekan Wydziału Górnictwa tej uczelni, członek rzeczywisty Polskiej Akademii Nauk i członek czynny Polskiej Akademii Umiejętności.

## Życiorys
Urodził się w nauczycielskiej rodzinie Bronisława, posła na Sejm (1922–1927), i Marii Łabędź. Do 1934 uczęszczał do Gimnazjum im. Stanisława Staszica w Sosnowcu. Maturę zdał w 1937 w krakowskim V Państwowym Gimnazjum Matematyczno-Przyrodniczym im. Witkowskiego.
Brał udział w kampanii wrześniowej 1939, wzięty do niewoli niedaleko Annopola, uciekł podczas transportu. Do 1943 przebywał w Ruszczy, a następnie ukrywał się zmieniając miejsca zamieszkania. Związany był z oddziałem partyzanckim Jędrusie działającym na ziemi kieleckiej i Podkarpaciu.
W 1945 rozpoczął studia na wydziale górniczym Akademii Górniczej w Krakowie, które ukończył w 1947 uzyskując dyplom inżyniera górnika. Po studiach pracował w kopalni „Biała Ropa” w Starej Wsi k. Brzozowa przy eksperymentalnej eksploatacji ropy naftowej. W sierpniu 1947 został st. asystentem w Katedrze Górnictwa i Przeróbki Mechanicznej Akademii Górniczej.
W 1951 obronił pracę doktorską, a w 1954 uzyskał habilitację. Od 1957 pracował na stanowisku docenta, a w 1958 został mianowany profesorem nadzwyczajnym, a w 1975 został profesorem zwyczajnym. Dwukrotnie, w latach 1958–1960 oraz 1981–1984 sprawował funkcję dziekana Wydziału Górniczego AGH. W 1994 uczelnia ta przyznała mu tytuł doktora honoris causa. Pracował także w Zakładzie Mechaniki Górotworu PAN (1954–1972), przekształconym w Instytut Mechaniki Górotworu PAN (1973–1989), w którym kierował Pracownią Przemieszczeń Górotworu. W latach 1968–2003 redagował czasopismo „Archives of Mining Science”.
Był członkiem Polskiej Akademii Nauk. W 1976 został członkiem korespondentem, a w 1989 członkiem rzeczywistym. W latach 1981–1995 pełnił funkcję przewodniczącego Komitetu Górnictwa PAN, od 2005 jest przewodniczącym honorowym. Był także członkiem krajowym czynnym Wydziału III Polskiej Akademii Umiejętności.
Był laureatem Państwowej Nagrody Naukowej (1953, zbiorowa) oraz nagrody Ministra Nauki i Szkolnictwa Wyższego II stopnia (1973) i I stopnia (1985). W 2004 otrzymał honorowy tytuł „Obywatel Miasta i Gminy Połaniec”.
Zmarł w Krakowie, pochowany na cmentarzu Rakowickim (kwatera XVIII-zach-po prawej Ignacego Sygi).

## Ordery i odznaczenia
- Krzyż Komandorski Orderu Odrodzenia Polski (1986)[2]
- Krzyż Oficerski Orderu Odrodzenia Polski (1975)[2]
- Krzyż Kawalerski Orderu Odrodzenia Polski (1969)[2]
- Medal 10-lecia Polski Ludowej (15 stycznia 1955)[9]
- Złota Odznaka honorowa „Zasłużony dla górnictwa PRL”[10]
- Srebrna Odznaka honorowa „Zasłużony dla górnictwa PRL”[10]
- Brązowa Odznaka honorowa „Zasłużony dla górnictwa PRL”[10]
- Odznaka tytułu honorowego „Zasłużony Nauczyciel PRL”[10]
- Złota Odznaka „Za pracę społeczną dla m. Krakowa”[4][3]

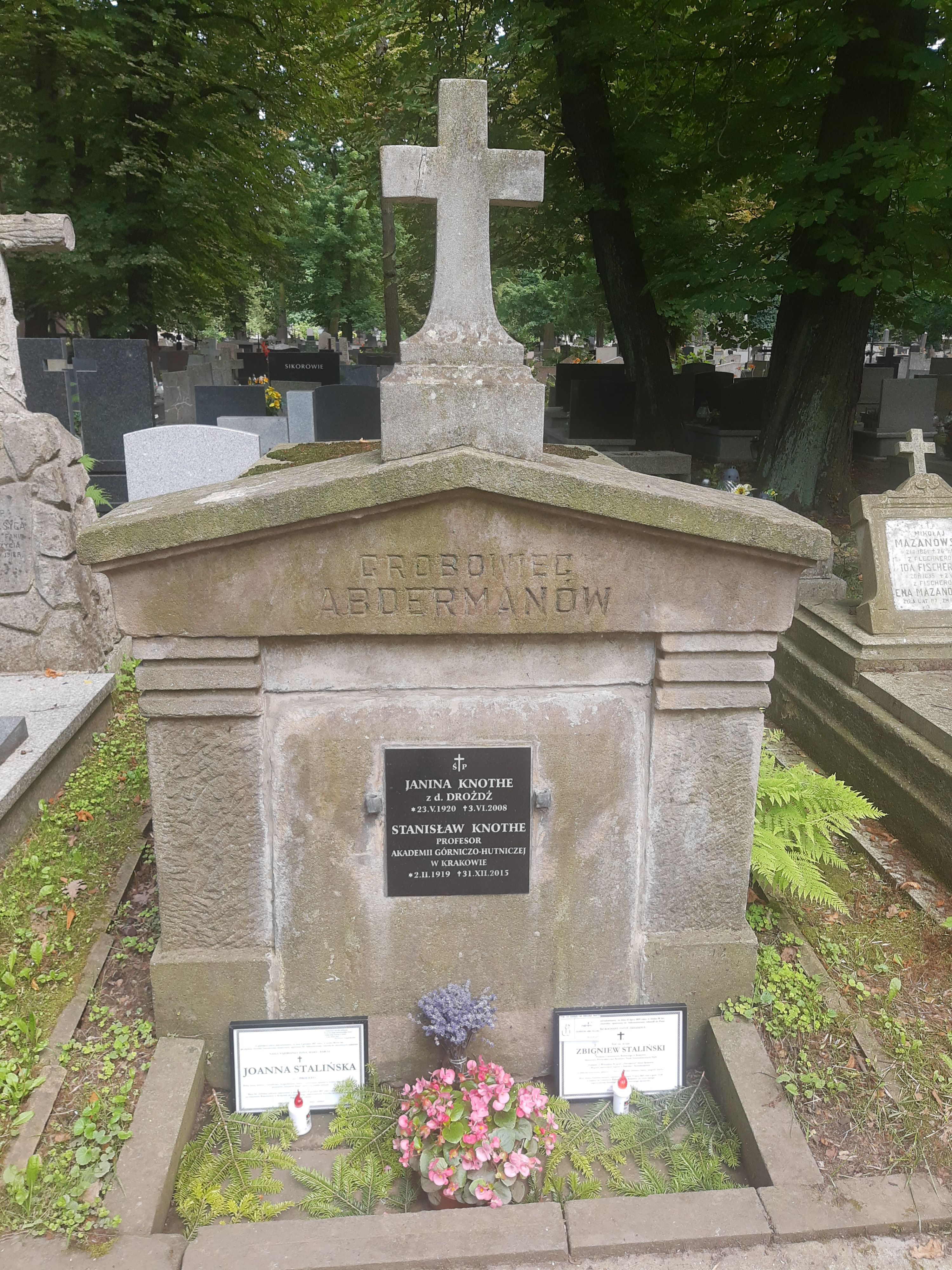
Grób prof. Stanisława Knothego na cmentarzu Rakowickim